# Конституция Калифорнии
Конституция штата Калифорния (англ. Constitution of the State of California; исп. Constitución del Estado de California) была принята в 1849 году и ратифицирована в 1879 году.
Конституция Калифорнии является одной из самых длинных конституций в мире. Это связано с положениями, принятыми в эру прогрессивизма и ограничивающими полномочия выборных должностных лиц, а также с дополнениями, вносимыми предложениями о голосовании, которые инициируются Законодательным собранием Калифорнии или избирателями и которые принимают форму конституционных поправок. Наличие таких поправок делает Калифорнию одной из самых гибких правовых систем в мире. По состоянию на 2017 год Конституция Калифорнии — восьмая по длине конституция в мире.
Многие положения о правах граждан в конституции штата истолкованы шире, чем Билль о правах в Конституции США.

## История
Первая конституция Калифорнии была составлена на английском и испанском языках американскими пионерами и европейскими поселенцами, и принята 13 октября на Конституционной конвенции Калифорнии в 1849 году, после завоевания Калифорнии и американо-мексиканской войны, а также в преддверии вступления Калифорнии в Союз в 1850 году. Конституция была изменена и ратифицирована 7 мая 1879 года в соответствии с Конституционной конвенции Калифорнии в 1878—1879 годах.

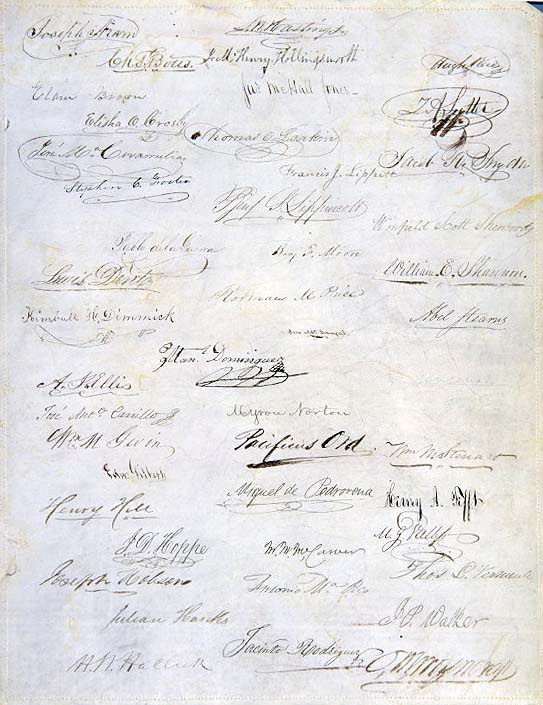
Подписи под Конституцией Калифорнии 1849 года

В ответ на широко распространённое общественное отвращение к железнодорожным компаниям, которые контролировали политику и экономику Калифорнии в начале XX века, политики эры прогрессивизма предложили вносить по инициативе населения поправки в конституцию штата, чтобы «исправить предполагаемое зло». В период с 1911 по 1986 годы Конституция Калифорнии была изменена или пересмотрена более 500 раз.
Конституция постепенно становилась всё более раздутой, что привело к безуспешным попыткам провести третий конституционный съезд в 1897, 1914, 1919, 1930, 1934 и 1947 годах. К 1962 году конституция выросла до 75 000 слов, что в то время было длиннее, чем конституция любого другого штата, кроме Луизианы.
В том же году избиратели одобрили создание Комиссии по пересмотру конституции Калифорнии, которая работала над всеобъемлющим пересмотром конституции в 1964—1976 годах. Избиратели ратифицировали поправки комиссии в 1966, 1970, 1972 и 1974 годах, но отклонили пересмотр 1968 года, основным существенным результатом которого было бы превращение директора школ штата в назначенное, а не выборное должностное лицо. В конечном итоге Комиссия убрала из конституции около 40 000 слов.